# Nieuwe Polder van Blankenberge
De Nieuwe Polder van Blankenberge is een polder/watering in Vlaanderen. Het is als openbaar bestuur opgericht in 1972 en bevoegd voor de kwantitatieve waterhuishouding.
Het gebied, met een oppervlakte van 20.723 hectare, van deze polder strekt zich uit over het grondgebied van Blankenberge, Brugge (Sint-Pieters), Lissewege, delen van Zeebrugge en Sint-Andries en Oudenburg, Bredene, De Haan, Jabbeke en Zuienkerke.  
Grosso modo wordt het gebied begrensd door :
- ten noorden door de kustlijn Zeebrugge - Bredene
- ten oosten door het zeekanaal Brugge-Zeebrugge (Boudewijnkanaal)
- ten zuiden door de lijn Oudenburg - Ettelgem - Zerkegem (Vloethemveld) - Varsenare tot Sint-Andries Brugge. De grens loopt verder langs de Boterbeek en het kanaal Brugge-Oostende tot aan het Boudewijnkanaal.
- ten westen door de oude polderdijk die loopt van Bredene over Plassendale naar Oudenburg.

Er wordt water uit deze polder afgevoerd naar de Noordzee te:
- Blankenberge met afvoer van de Blankenbergse Vaart
- Oostende met afvoer van de Noordede & Kanaal Brugge-Oostende (water uit de Boterbeek en Jabbeekse beek worden in het kanaal geloosd)
- Zeebrugge met afvoer van de Lisseweegs Vaart
- Nieuwpoort met afvoer van het kanaal Plassendale-Nieuwpoort (water uit het Oudenburgs Vaartje wordt in het kanaal geloosd)